# Municipalità regionale della contea di Nicolet-Yamaska
La municipalità regionale di contea di Nicolet-Yamaska è una municipalità regionale di contea del Canada, localizzata nella provincia del Québec, nella regione di Centre-du-Québec.
Il suo capoluogo è Nicolet.

## Città principali
City e Town
- Nicolet

Municipalità
- Aston-Jonction
- Baie-du-Febvre
- Grand-Saint-Esprit
- La Visitation-de-Yamaska
- Pierreville
- Saint-Célestin
- Saint-François-du-Lac
- Saint-Léonard-d'Aston
- Saint-Wenceslas
- Sainte-Eulalie
- Sainte-Monique

Villaggi
- Saint-Célestin